# عبدالله قیسی
عبدالله قیسی (عربی: عبدالله قيسي؛ زادهٔ ۸ مهٔ ۱۹۹۰) یک ورزشکار اهل عربستان سعودی است.
از باشگاه‌هایی که در آن بازی کرده‌است می‌توان به باشگاه فوتبال هجر عربستان سعودی و باشگاه فوتبال الوحده عربستان سعودی اشاره کرد.